# Genesis (2004)
Genesis ist ein französischer Dokumentarfilm von Claude Nuridsany und Marie Pérennou aus dem Jahr 2004. Naturaufnahmen werden dabei mit den Kommentaren eines afrikanischen Schamanen (Sotigui Kouyaté) unterlegt.

## Hintergrund
Nach dem Erfolg ihres Vorgängerfilmes Mikrokosmos – Das Volk der Gräser wollten die Regisseure Marie Pérennou und Claude Nuridsany nach eigener Angabe unter keinen Umständen eine Fortsetzung ihrer mehrfach preisgekrönten Dokumentation über Insekten drehen und wandten sich daher einem anderen Thema zu, nämlich der Entstehung des Universums und des Lebens. Dabei vermitteln sie die wissenschaftliche Theorie in der Form eines Schöpfungsmythos, der vom Schamanen erzählt wird.

## Produktion
Die studierten Biologen Nuridsany und Pérennou planten den Film über zwei Jahre hinweg Szene für Szene, ehe sie mit den Dreharbeiten begannen. Diese fanden auf den Galapagosinseln, Island und Madagaskar, aber auch im Studio statt und nahmen insgesamt vier Jahre in Anspruch.

## DVD und sonstige Veröffentlichungen
Die deutsche DVD des Films wurde 2005 von EuroVideo veröffentlicht und enthält als Bonusmaterial ein Gespräch mit den Machern („Genesis: Entretiens“), ein als „Making-of“ ausgewiesenes Drehtagebuch („Genesis: Carnet de Tournage“) sowie den deutschen Kinotrailer. Die Filmmusik von Bruno Coulais wurde von EMI auf CD veröffentlicht und enthält neben einer Audio-CD auch eine zusätzliche DVD mit einem Making-of des Soundtracks. Das Buch zum Film, das von den Regisseuren selbst verfasst wurde und als Bildband mit lyrischen Texten angelegt ist, erschien bei Gerstenberg.